# 泰瑞·福克斯
泰瑞·福克斯（英語：Terry Fox，全名为泰倫斯·史丹利·福克斯 (Terrance Stanley Fox)；1958年7月28日—1981年6月28日）是加拿大運動員、人道主義者和癌症研究倡導者。1980年，他因癌症截肢後，發起橫越加拿大的跑步活動，為癌症研究籌集資金和提高關注。首屆泰瑞·福克斯義跑於1981年舉行，如今已發展成全球60多個國家數百萬人參與的活動，成為世界上規模最大的單日癌症研究募款活動。截至2024年9月，通過泰瑞·福克斯研究所，以他名義籌集的資金已超過9億加元。
福克斯曾是高貴林港高中的長跑運動員和籃球選手（該校後來以他命名），後就讀於西門菲莎大學。1977年診斷出骨肉瘤後，他的右腿被截肢，但仍使用義肢繼續跑步。他還在溫哥華參加輪椅籃球比賽，贏得三次全國冠軍。
1980年，他開始「希望馬拉松」，為癌症研究籌款。他當時希望從加拿大2400萬人口中每人籌得1加元。那年4月，他從紐芬蘭與拉布拉多省聖約翰斯低調起跑，每天跑完相當於全程馬拉松的距離。當福克斯抵達安大略省時，已成為全國矚目的明星；他與商人、運動員和政治家多次公開露面，努力籌集資金。當癌症擴散到肺部時，他被迫在雷灣附近結束跑步。他戰勝疾病並完成跑步的希望，在九個月後去世時破滅。
福克斯是最年輕的加拿大勳章成員，並獲得1980年盧馬什獎，成為該國頂尖運動員。加拿大通訊社兩度評選他為加拿大年度新聞人物（1980年和1981年）。他被視為民族英雄，全國各地有許多建築、雕像、道路和公園以他命名。

## 早年生活與癌症
泰倫斯·史丹利·福克斯1958年7月28日出生於曼尼托巴省溫尼伯，父母是羅蘭和貝蒂·福克斯。羅蘭是加拿大國家鐵路的轉轍員。福克斯在溫尼伯Transcona郊區度過童年，就讀於瓦約塔小學。福克斯有一個哥哥弗雷德、一個弟弟達瑞爾和一個妹妹茱蒂絲。福克斯的外祖母是梅蒂人，弟弟達瑞爾具有官方認定的梅蒂人身份。
1966年，全家搬到不列顛哥倫比亞省素里市，1968年定居於高貴林港。他父母對他呵護有加，父親回憶說福克斯極具競爭心。福克斯曾嘗試加入學校籃球隊，但因身高不足而受挫。教練建議他改練越野跑，福克斯照做以博得教練青睞。福克斯持續精進籃球技術，十二年級時獲得學校年度最佳運動員獎。福克斯原本猶豫是否要上大學，但在母親勸說下進入西門菲莎大學，主修人體運動學，立志成為體育老師。他也是校籃球隊成員。

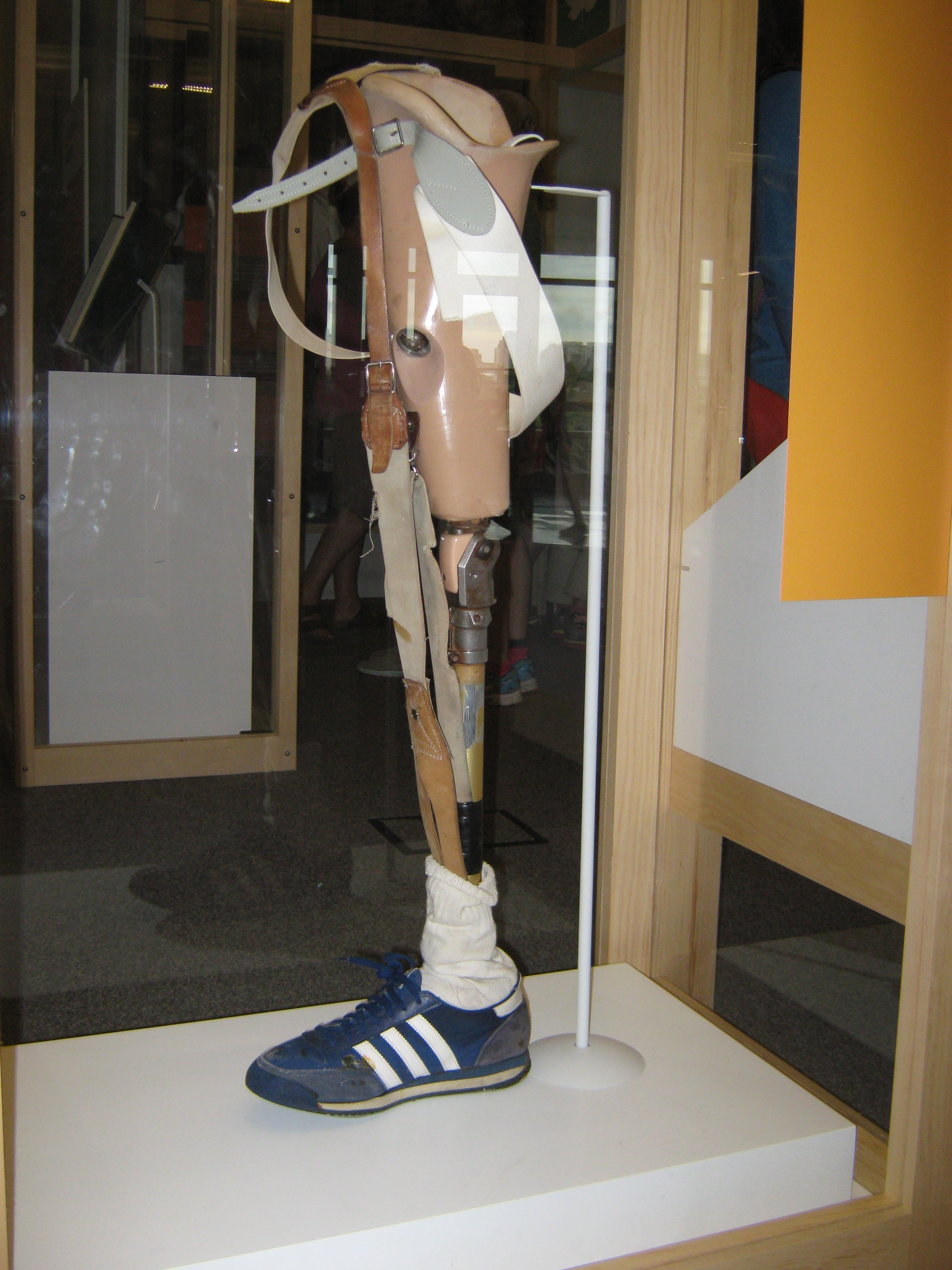
福克斯在「希望馬拉松」期間使用的義肢，現展示於加拿大歷史博物館

1976年11月12日，福克斯開車返回高貴林港家中時，因分心看橋梁施工而追尾一輛皮卡車。車禍中他右膝受傷，12月感到疼痛，但決定忍到籃球賽季結束。到1977年3月，疼痛加劇就醫後，被診斷出骨肉瘤，這是一種常見於膝蓋附近的癌症。福克斯認為車禍削弱了他的膝蓋，使其易受疾病侵襲，但醫生表示兩者無關。他被告知必須截肢，需接受化療，且近期醫學進步使他的存活率達50%。福克斯了解到兩年前這個數字僅15%；生存率的提升讓他深刻認識到癌症研究的價值。在義肢輔助下，截肢三週後他就能行走。醫生對他積極的態度印象深刻，認為這促進了他的快速康復。福克斯忍受了16個月的化療，在不列顛哥倫比亞癌症控制中心期間，目睹其他病患的痛苦與死亡令他煎熬。
1977年夏天，瑞克·漢森代表加拿大輪椅運動協會邀請福克斯加入他的輪椅籃球隊。學習這項運動不到兩個月，福克斯就入選參加亞伯達省埃德蒙頓全國錦標賽的隊伍，隨隊贏得三次全國冠軍，並在1980年被北美輪椅籃球協會評為全明星。

## 希望馬拉松

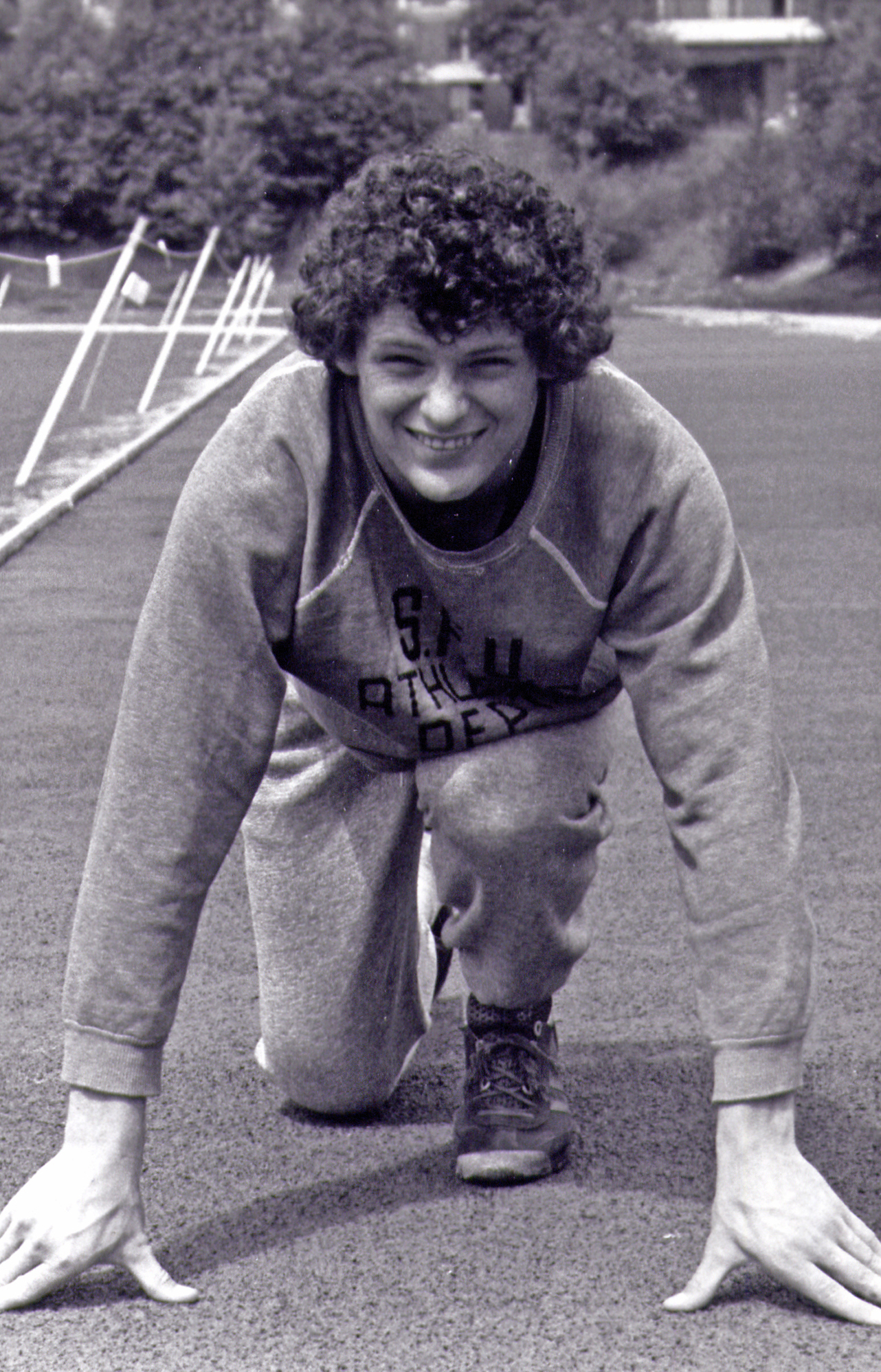
泰瑞 1980

癌症手術前一晚，福克斯讀到一篇關於迪克·特勞姆的文章，他是首位完成紐約馬拉松的截肢者。這篇文章激勵了他；他開始為期14個月的訓練計劃，告訴家人自己打算參加馬拉松比賽。私下裡，他構思了更宏大的計劃。醫院經歷讓他對癌症研究資金匱乏感到憤怒。他計劃橫穿加拿大以提高癌症意識，這個目標最初只透露給好友道格拉斯·阿爾沃德。
福克斯的跑姿獨特，由於義肢彈簧每次著地後需要時間復位，他不得不靠好腿跳躍式前進。訓練過程痛苦不堪，因為雙腿和殘肢承受的額外壓力導致骨頭挫傷、水泡和劇痛。福克斯發現每次跑步約20分鐘後會突破疼痛閾值，之後跑起來較輕鬆。
1979年9月2日，福克斯參加了喬治王子城一場17-英里（27-）的公路賽。他以最後一名完賽，落後倒數第二名十分鐘，但他的努力讓其他參賽者感動落淚並報以掌聲。賽後，他向家人透露了完整計劃。母親起初反對，激怒了福克斯，但她後來轉為支持。她回憶道：「他說：『我以為你會是最早相信我的人之一。』而我卻不是。我是第一個讓他失望的人」。福克斯最初希望籌集100萬加元，後將目標提高到1000萬加元，最終希望為當時加拿大2400萬公民每人籌得1加元。

### 準備階段
1979年10月15日，福克斯致信加拿大癌症協會，宣布目標並請求資助。他聲明將「戰勝」殘疾，承諾即使「爬完最後一英里」也要完成跑步。解釋籌款動機時，福克斯描述了自己接受癌症治療的親身經歷：
我很快意識到這只是我追求的一半，因為當我經歷16個月身心俱疲的化療時，癌症診所裡的氛圍深深震撼了我。那裡有強顏歡笑的面容，也有放棄微笑的臉龐；有帶著希望否認現實的情緒，也有絕望的感受。我的追求不能是自私的。即使我將從自己的痛苦中解脫，我也無法帶著這些面容和感受離開。必須有人終止這種苦難……我決心為此挑戰自己的極限。
福克斯在信末寫道：「我們需要你們的幫助。全世界癌症診所裡的人們需要相信奇蹟的人。我不是空想家，也不認為這能為癌症帶來確切答案或治癒方法。但我相信奇蹟。我必須相信。」

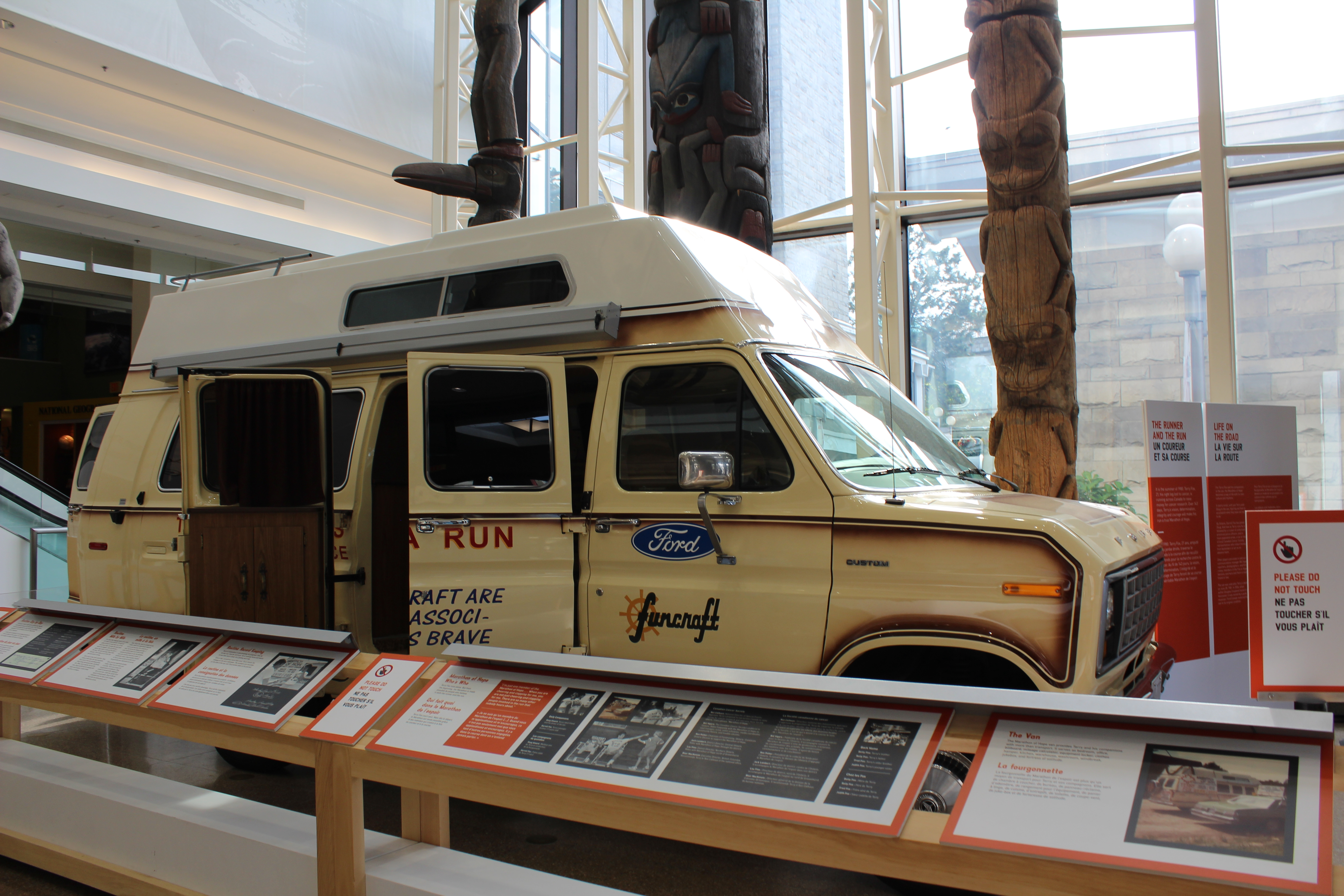
「希望馬拉松」使用的廂型車現展示於皇家不列顛哥倫比亞博物館

癌症協會起初懷疑他能否成功，但在福克斯找到贊助商後同意支持，並要求他提供心臟專家的健康證明。診斷顯示福克斯患有左心室肥大——一種常見於運動員的心臟擴大症狀。醫生警告相關風險，但認為問題不大。在他承諾出現心臟問題立即停止後，醫生批准了計劃。
第二封信發給多家企業，請求贊助車輛、跑鞋及其他費用。福克斯還寫信申請補助購買跑步用義肢。福特汽車公司捐贈露營車，帝國石油提供燃油，愛迪達贊助跑鞋。福克斯拒絕任何要求產品代言的企業，也不接受附帶條件的捐款，堅持不讓任何人從他的跑步中牟利。

### 馬拉松起跑

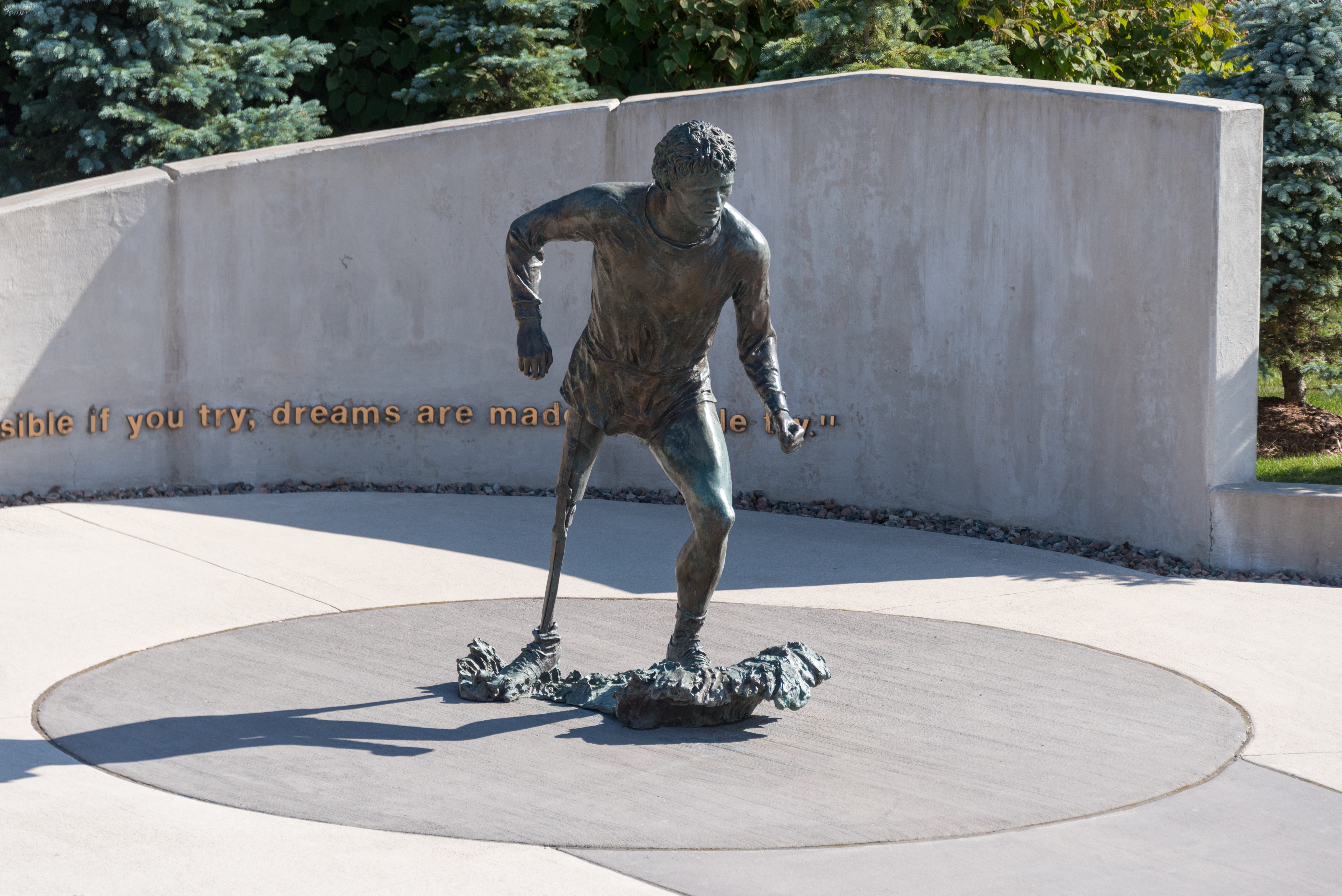
加拿大聖約翰斯「零英里」處的泰瑞·福克斯雕像

1980年4月12日，「希望馬拉松」在紐芬蘭與拉布拉多省聖約翰斯啟動，福克斯將右腿浸入大西洋，並裝滿兩瓶海水。他打算留一瓶作紀念，另一瓶在不列顛哥倫比亞省維多利亞完成旅程時倒入太平洋。道格·阿爾沃德駕駛廂型車支援並負責烹飪。
起跑最初幾天，福克斯遭遇強風、暴雨和暴風雪。他起初對冷遇感到失望，但抵達紐芬蘭錢納爾-巴斯克港時，當地萬名居民捐贈逾萬加元，令他振奮。旅途中，福克斯常對阻礙跑步者表達憤怒，與阿爾沃德頻繁爭執。到達新斯科舍省時，兩人幾乎不說話，於是安排17歲的弟弟達瑞爾加入緩衝。
6月10日離開沿海省份後，因團隊無人會法語，福克斯在魁北克省面臨新挑戰，駕駛者不斷逼他離開道路。6月22日抵達蒙特婁時，他已跑完8,000-（5,000-英里）旅程的三分之一，籌得逾20萬加元。福克斯的跑步引起四季酒店創始人伊薩多·夏普的注意，其子1978年因黑色素瘤去世，距福克斯確診僅一年。夏普為團隊提供酒店食宿。當福克斯因捐款稀少沮喪時，夏普承諾每英里捐2加元，並說服近千家企业跟進。加拿大癌症協會說服福克斯在加拿大國慶日抵達渥太華有利籌款，因此他在蒙特婁多停留幾天。

### 安大略省與馬拉松終點

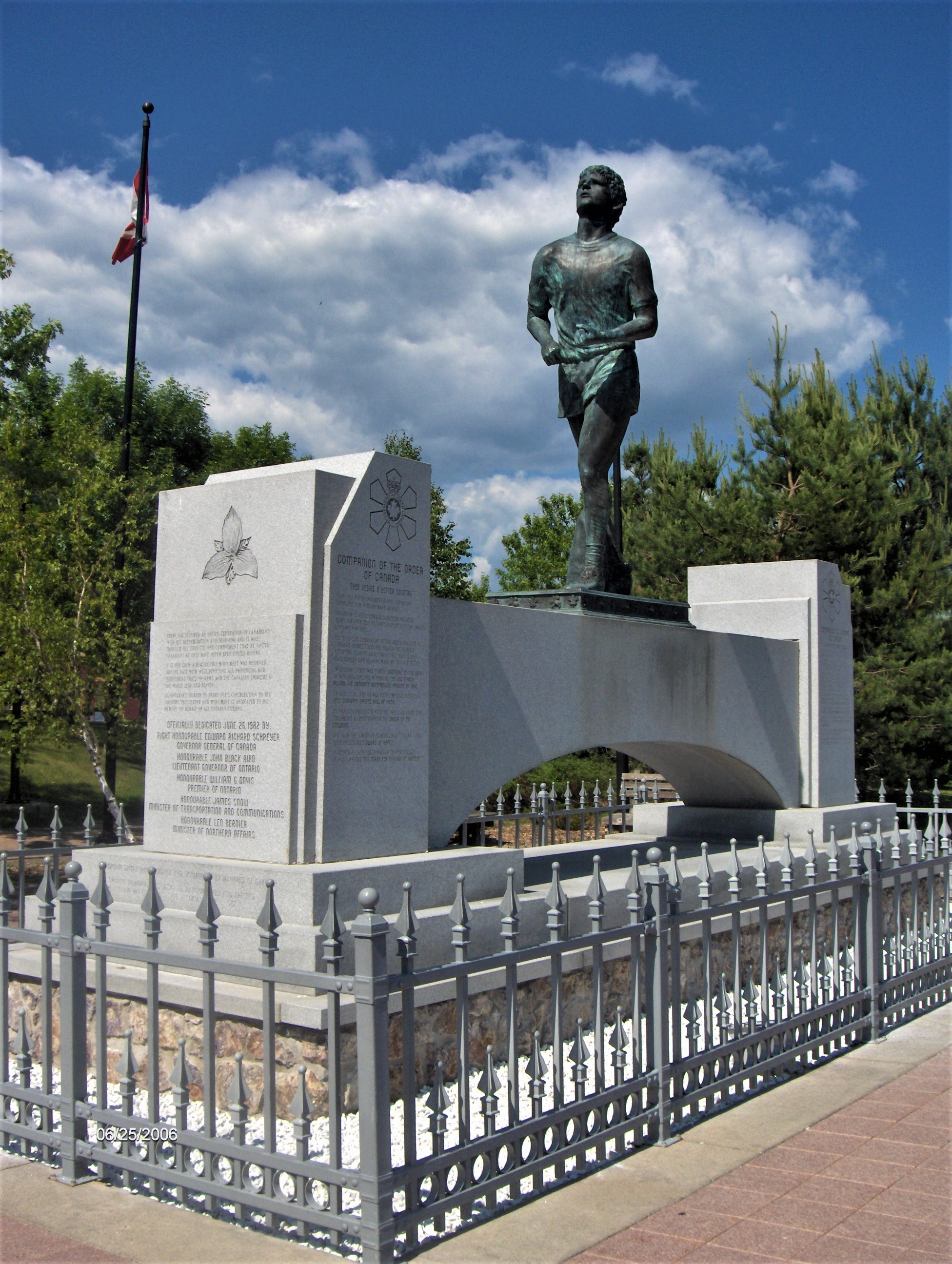
雷灣的泰瑞·福克斯紀念碑

6月最後一個星期六進入安大略省時，銅管樂隊和數千民眾夾道歡迎，安大略省警察全程護送。儘管夏日酷暑，他仍堅持每日26英里（42）。抵達渥太華後，福克斯會見總督愛德華·施賴爾、總理皮耶·杜魯道，並成為多場體育賽事榮譽嘉賓。在超過1.6萬名觀眾面前，他在加拿大足球聯盟渥太華粗騎者隊對薩斯喀徹溫粗騎者隊比賽中擔任開球嘉賓，獲得全場起立鼓掌。日記反映出他對熱烈反響日益興奮。
7月11日抵達多倫多時，萬人聚集彌敦菲臘廣場迎接他。跑向廣場途中，國家冰球聯盟明星達瑞爾·西特勒等人加入行列，西特勒將1980年全明星賽球衣贈予他。癌症協會估算當日籌得10萬加元。當晚他在展覽體育場為多倫多藍鳥隊對克里夫蘭印地安人隊的棒球賽開球。穿越南安大略期間，冰球名人堂成員鮑比·奧爾贈予2.5萬加元支票。福克斯視與奧爾會面為旅程亮點。

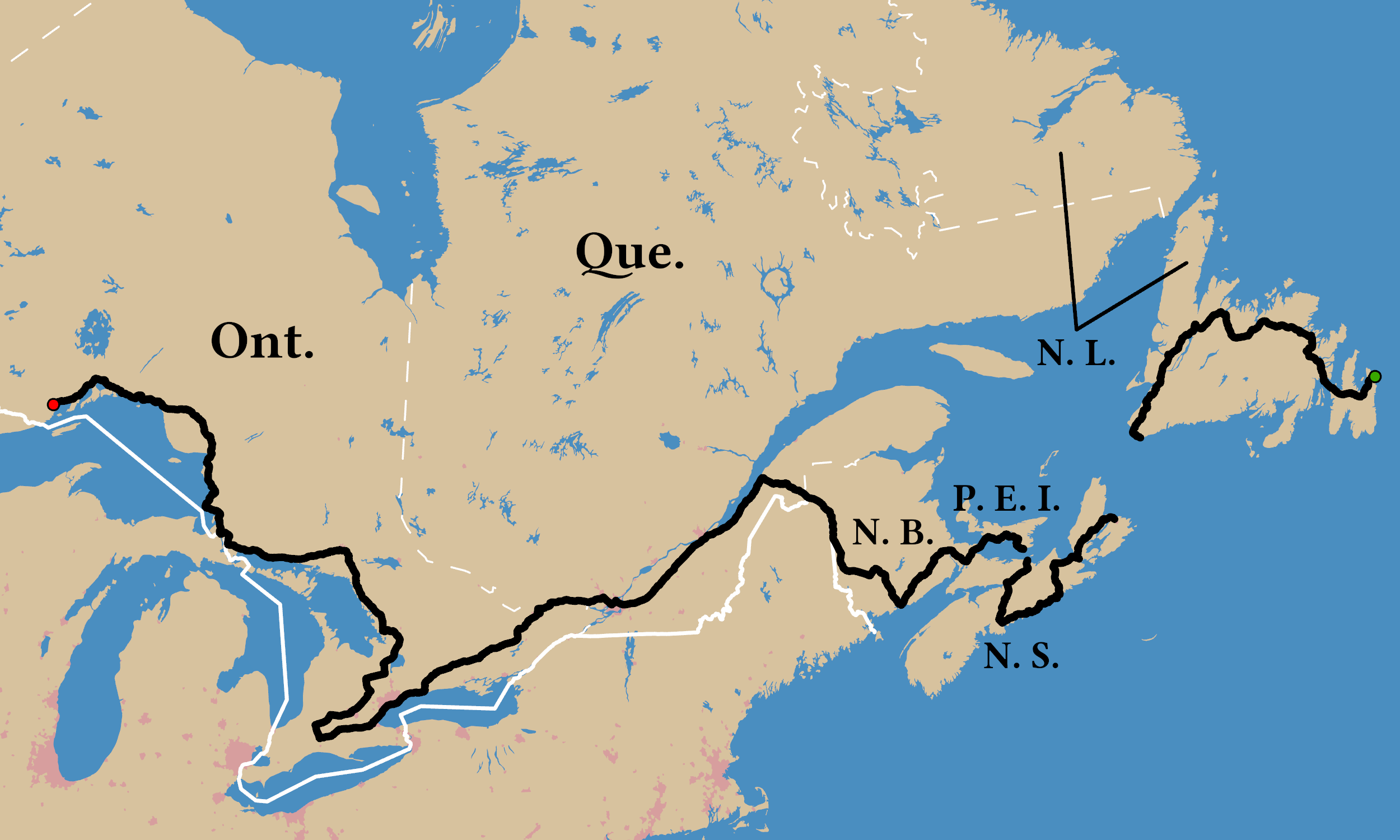
福克斯橫越加拿大東部的路線。他從東海岸聖約翰斯出發向西奔跑。

隨著名氣增長，癌症協會安排更多活動和演講。福克斯盡量配合任何他認為有利籌款的請求，無論多繞路。但他厭惡媒體干涉私生活，例如《多倫多星報》報導他約會。當《環球郵報》等媒體開始發表負面文章，包括指他因誤診怨恨醫生而跑步，他稱這些指控「垃圾」，對媒體信任動搖。
每日馬拉松對身體造成嚴重負擔。除了應癌症協會要求在蒙特婁休息外，他拒絕休假，即使22歲生日也不例外。他常有脛骨應力綜合症和膝蓋發炎，殘肢長囊腫並頭暈。有次腳踝疼痛持續，他擔心疲勞性骨折仍跑了三天才就醫，確診肌腱炎後用止痛藥治療。福克斯拒絕定期體檢的呼籲，否認危害未來健康。8月下旬，福克斯描述自己每天起跑前已精疲力盡。9月1日雷灣郊外，他因劇烈咳嗽和胸痛被迫暫停，在沿途群眾鼓勵下繼續。幾英里後呼吸困難、胸痛持續，他要求阿爾沃德送醫。次日記者會上，他含淚宣布癌症復發並轉移肺部，歷時143天、跑完5,373（3,339英里）後被迫終止。福克斯拒絕他人代跑，堅持親自完成。

### 全國響應
福克斯被迫中止時已籌得170萬加元（相當於2024年的5萬加元）。一週後，CTV電視網舉辦全國電視馬拉松支援他和加拿大癌症協會。在加國及國際名人支持下，五小時活動籌得1050萬加元（相當於2024年的33萬加元）。其中不列顛哥倫比亞省和安大略省政府各捐100萬，前者用於創建以福克斯命名的新研究所，後者捐給安大略癌症治療研究基金會。整個冬季捐款持續，至次年4月已超2300萬加元（相當於2024年的64萬加元）。
全球支持者信件和禮物湧來。有段時間他收到的郵件比高貴林港其他居民加起來還多。他名氣之大，以致美國寄來僅寫「加拿大，泰瑞·福克斯」的信件也能送達。
1980年9月，福克斯在特別儀式上獲頒加拿大勳章，至今仍是最年輕獲此殊榮者。不列顛哥倫比亞省省督授予他省最高榮譽道格伍德勳章。加拿大體育名人堂設立永久展區，他獲1980年盧馬什獎年度最佳運動員。當選加拿大1980年度新聞人物。《渥太華公民報》稱全國對馬拉松的反應是「加拿大史上最強烈的情感與慷慨爆發之一」。

## 病逝

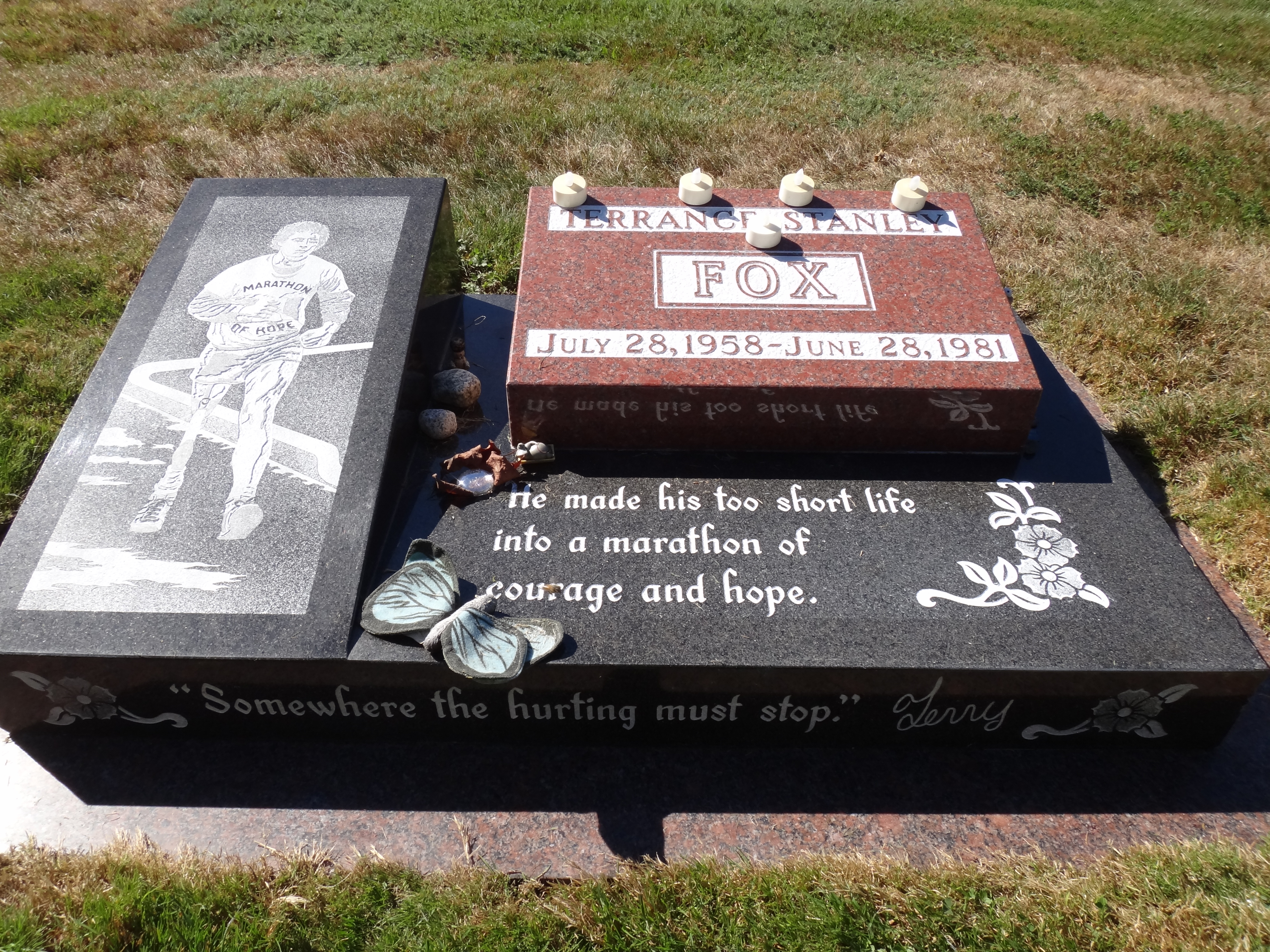
泰瑞·福克斯之墓，位於高貴林港

此後數月，福克斯接受多次化療，但癌細胞持續擴散。病情惡化時，加拿大人期盼奇蹟，教宗若望保祿二世發電報表示為他祈禱。醫生嘗試實驗性干擾素治療，儘管其對骨肉瘤的效果未知。首次治療出現不良反應，休息後繼續療程。
1981年6月19日，福克斯因胸悶再度入住新西敏市皇家哥倫比亞醫院，併發肺炎。陷入昏迷後，於6月28日PDT凌晨4:35逝世。加拿大政府下令全國降半旗，這通常是政治人物才能享有的殊榮。杜魯道在下議院演說：「一個國家的生命中，很少能見到一個人的勇氣精神團結全體人民共同慶祝其生命、哀悼其離世……我們不認為他是被不幸擊敗的人，而是以人類精神戰勝逆境的典範激勵我們。」

## 葬禮與紀念活動
福克斯的葬禮在高貴林港舉行，40名親屬和200名賓客出席，並通過全國電視轉播。加拿大各地數百個社區也同步舉行追悼會，渥太華的國會山舉辦了公開悼念儀式。加拿大民眾再次向癌症協會辦公室湧入大量捐款。福克斯安葬于高貴林港市立公墓。

## 歷史地位
福克斯至今仍是加拿大民間傳說中的重要人物。他的決心凝聚了整個國家，各行各業的人們支持他的長跑壯舉，他的精神持續激勵著加拿大各地的民眾。1999年全國調查將他列為加拿大最偉大的英雄，而在2004年加拿大廣播公司節目《最偉大的加拿大人》中，他僅次於湯米·道格拉斯位居第二。福克斯的英雄形象源于他作為普通人挑戰非凡壯舉的感染力。也有觀點認為，他的偉大在於大膽的願景、對目標的執著追求，以及克服缺乏經驗、孤獨前行等挑戰的能力。媒體人Sook-Yin Lee在節目中將他比作傳遞馬拉松戰役消息的古希臘英雄菲迪皮德斯，並稱福克斯「體現了加拿大最珍視的價值觀：同情、承諾與毅力」。她特別指出福克斯既創造了令人難忘的公眾形象，又拒絕名人光環的反差。與許多加拿大偶像一樣，福克斯並非完美無缺的英雄，這種特質反而使他的成就更具親和力。《加拿大家庭醫生》的訃告強調了他作為普通人的憤怒——對病情、媒體誤報和干涉者的憤怒——這種真實性格反而證明他的成就是人人可企及的。

### 對殘障的認知影響

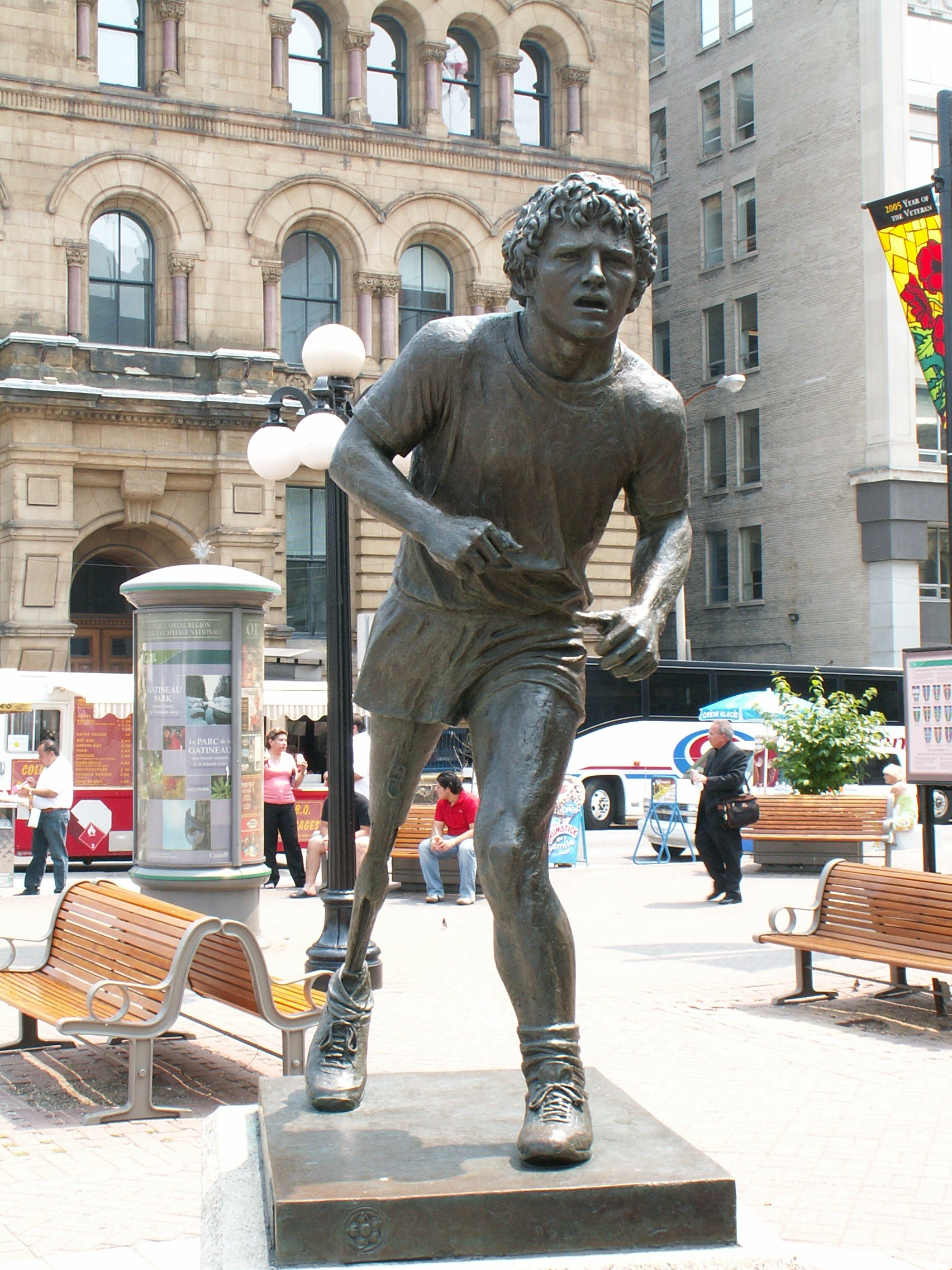
安大略省渥太華的泰瑞·福克斯雕像

福克斯拒絕被視作殘障者，也不接受憐憫。他曾對多倫多電臺表示，截肢後的人生"更充實且充滿挑戰"。他的壯舉重塑了加拿大社會對殘障的理解，推動了包容性發展。他的行動提升了殘障群體的能見度，通過積極形象改變了殘障者的自我認知。裡克·漢森評價道：「這場長跑讓社會開始關注能力而非缺陷。所謂的局限變成了機遇，殘障群體收穫了巨大的自豪感」。
不過也有批評指出，媒體過度聚焦殘障者的「超人式」成就，忽視了日常生活的價值。演員艾倫·托伊質疑：「當然，這為癌症研究籌了款，也展現了人類潛能。但許多殘障者會因未能完成非凡事蹟而感到失敗。他們可能是銀行職員或工廠工人——這已足夠證明社會價值。我們非得成為『超級殘障者』才有效嗎？」另有批評認為媒體將福克斯理想化，過度強調「征服身體」的個人奮鬥，而非關注社會殘障模型中的系統性障礙。

### 泰瑞·福克斯義跑

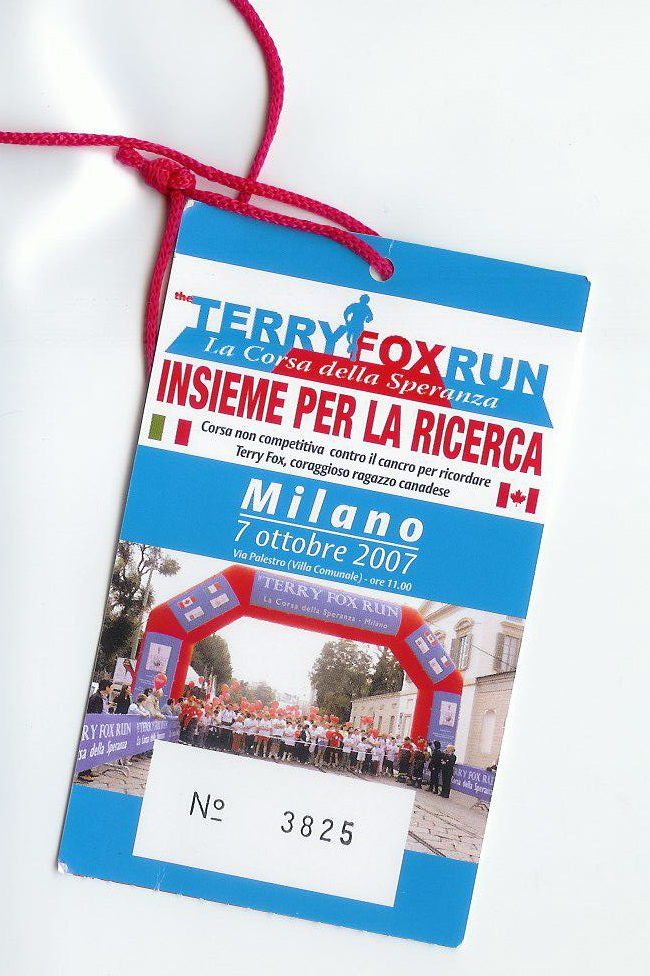
2007年義大利米蘭義跑參與者的號碼牌

福克斯長跑期間，夏普提議以他的名義舉辦年度籌款活動。福克斯同意但堅持活動須非競技性且全民參與。該計畫起初遭遇阻力：癌症協會擔心影響四月傳統募款，其他慈善組織則憂慮資源分流。經夏普、四季酒店和福克斯家族努力，首屆義跑於1981年9月13日舉行。
首次義跑吸引30萬人參與，籌得350萬加元。1982年第二屆義跑定於9月19日，全國學校積極回應，後發展為「全國學校義跑日」。前六年籌款超2000萬加元，1999年更擴展至60國百萬人參與，單年籌款1500萬。至25周年時，年度參與者已超300萬。義跑基金會資助的科研項目推動多項癌症研究突破。該活動現為全球規模最大的單日癌症研究籌款活動，截至2022年5月累計籌款超8.5億加元。

### 榮譽
加拿大境內以福克斯命名的實體紀念設施包括：

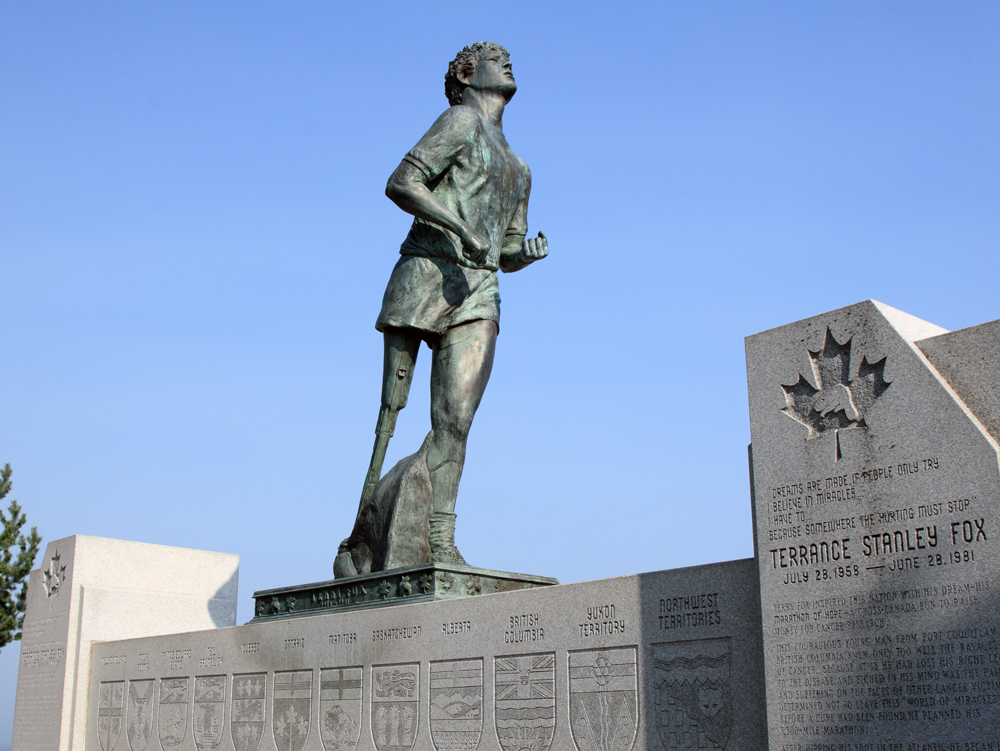
泰瑞·福克斯紀念觀景台，位於桑德貝附近橫加公路旁，即當年長跑終止處

- 約32條道路，如渥太華的泰瑞·福克斯大道及桑德貝附近的泰瑞·福克斯勇氣公路，該處設有紀念雕像[105]；
- 14所學校，包括蒙特利爾郊區在他去世後更名的泰瑞·福克斯小學[106]，以及其母校高貴林港高中（1986年1月18日更名為泰瑞·福克斯中學）[107]；
- 14座其他建築，多為體育設施，如：
  - 泰瑞·福克斯體育場（渥太華）
  - 泰瑞·福克斯站（渥太華快速公交網站）
  - 泰瑞·福克斯劇院（高貴林港）
  - 泰瑞·福克斯研究所及不列顛哥倫比亞癌症中心下屬的泰瑞·福克斯實驗室；
- 7尊雕像，包括：
  - 渥太華的泰瑞·福克斯紀念碑，此為聯邦政府「英雄之路」紀念計畫的起點[108]；
  - 2011年，道格拉斯·庫普蘭德設計的四組青銅雕像在溫哥華卑詩體育館外的泰瑞·福克斯廣場揭幕，展現他奔向太平洋的形象[109]；
- 9條健身步道；
- 不列顛哥倫比亞省政府將塞爾溫山脈一座無名山峰命名為泰瑞·福克斯山[110]，周邊區域現為泰瑞·福克斯山省立公園；
- 1982年在裡多堂設立的泰瑞·福克斯希望噴泉[111]；

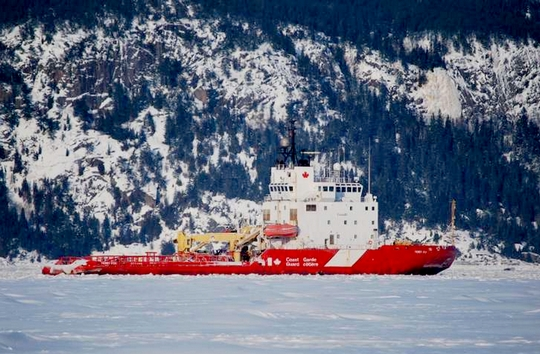
2009年冬季航行於薩格奈河的破冰船「泰瑞·福克斯號」

- 1983年服役的加拿大海岸警衛隊破冰船「CCGS 泰瑞·福克斯號」[112]。

去世後不久，福克斯獲選1981年度新聞人物。加拿大郵政打破「逝者十年後方可發行紀念郵票」的慣例，于同年宣佈為其制紀念郵票。英國搖滾巨星洛·史都華受"希望馬拉松"感動，在1981年專輯《今夜屬於你》中創作歌曲《永不放棄夢想》獻給他，並將1981-1982年加拿大巡演命名為"泰瑞·福克斯巡演"。1982年，加拿大團結理事會籌建渥太華「泰瑞·福克斯加拿大青年中心」，供全國高中生交流學習，後發展為遇見加拿大項目，建築現稱加拿大歷史中心。
2012年，福克斯以「建設者」身份入選加拿大醫學名人堂，表彰其推動科研籌款的貢獻。
1994年設立的泰瑞·福克斯名人堂表彰改善殘障者生活的傑出人士。溫哥華的泰瑞·福克斯實驗室致力於癌症病因與治療研究。
2005年，加拿大皇家鑄幣廠發行斯坦利·威滕設計的紀念幣，慶祝「希望馬拉松」25周年，此為加拿大流通貨幣首次印刻本國公民肖像。

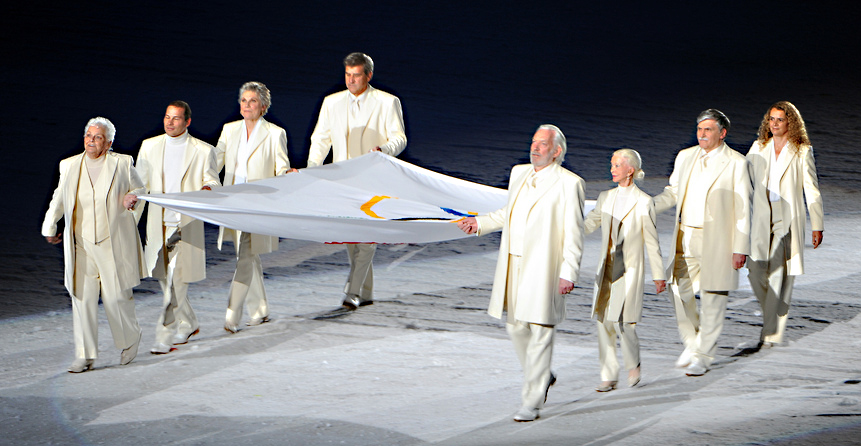
貝蒂·福克斯（左一）在2010年冬季奧運會開幕式攜奧林匹克會旗進入卑詩體育館

2008年，福克斯被列為加拿大國家歷史人物，政府認定其「永恆象徵」地位、「希望馬拉松」對國民精神的深刻影響符合國家歷史意義標準。
2010年溫哥華冬奧會開幕式上，其母貝蒂·福克斯作為八名旗手之一攜奧林匹克會旗入場。賽事設立泰瑞·福克斯獎，頒發給體現其堅韌精神的運動員。
2015年起，曼尼托巴省將原「公民日」（8月第一個週一）更名為「泰瑞·福克斯日」。2020年9月13日，Google以首頁塗鴉紀念福克斯。

### 影視與舞臺
1983年傳記電影《泰瑞·福克斯的故事》由HBO製作，在美國以電視電影形式播出，加拿大則院線上映。該片由截肢演員埃裡克·弗賴爾和羅伯特·杜瓦爾主演，是首部專為付費電視製作的電影。影片評價褒貶不一，但家屬批評其過度渲染福克斯的暴躁性格。影片獲八項吉尼獎提名並贏得五項，包括最佳影片和最佳男主角。
搖滾音樂人伊恩·湯瑪斯創作歌曲《跑者》致敬福克斯，該曲被收入電影原聲帶，後經曼弗雷德·曼恩地球樂隊翻唱登上1984年公告牌百強單曲榜第22位。2005年，CTV電視網製作電視電影《泰瑞》，聚焦「希望馬拉松」，由肖恩·阿什莫爾主演。通過數位技術模擬義肢效果，該片獲家屬認可，更正面刻畫其性格。NBA球星史蒂夫·納什童年受福克斯激勵，2010年執導紀錄片《逆風而行》，作為ESPN《30 for 30》系列播出。2016年，德雷頓娛樂公司將福克斯事蹟搬上音樂劇舞臺，作品名為《希望馬拉松》。

### 史蒂夫·豐尼奧與裡克·漢森
福克斯並非橫跨加拿大長跑的首創者。馬克·肯特曾為1976年奧運加拿大代表團籌款於1974年完成此壯舉。生前福克斯拒絕他人代完馬拉松，承諾康復後親自完成。1984年，18歲同病截肢者史蒂夫·豐尼奧發起"生命之旅"長跑。3月31日從聖約翰斯出發後，他於11月底抵達福克斯當年終止處，1985年5月29日完成全程，共籌得1300萬加元。
殘奧會選手裡克·漢森1977年曾招募福克斯加入輪椅籃球隊，受「希望馬拉松」啟發。他1974年萌生輪椅環遊世界構想，1985年啟動「行者無疆」之旅，目標為脊髓損傷研究籌款1000萬加元。與豐尼奧相同，漢森特意在福克斯止步處停留致敬。歷時792天、行程40,073（24,900英里）後，他於1987年5月完成穿越34國的壯舉，籌款超2600萬。

### 政府文件
2013年版加拿大護照印有福克斯形象。2024年12月，福克斯獲選成為新版5加元紙幣人物。

### 引用
1. ↑  . CBC新聞. 2024年9月15日  [2025年3月27日]. （原始内容存档于2024年9月25日）.
2. 1 2 3 4  Scrivener, Leslie. . 蒙特婁公報. 1980年4月28日: 21  [2010年2月25日].
3. ↑  . CBC新聞. 2005年4月13日.
4. 1 2 3 4 5 6 7 8 9 10 11 12 13  . CBC.   [2010年2月25日]. （原始内容存档于2008年7月4日）.
5. ↑  Bailey, Ian. . 環球郵報. 2017年1月6日  [2018年1月7日]. （原始内容存档于2019年3月21日）.
6. 1 2 3  Scrivener, 2000, pp. 13–14.
7. ↑  Inwood, Damian. . 溫哥華省報. 2005年9月18日.
8. ↑  . Terryfox.org.   [2017年3月16日]. （原始内容存档于2016年4月4日）.
9. ↑  Rod Mickleburgh. . 環球郵報.   [2017年3月16日].
10. ↑  Scrivener, 2000, p. 18.
11. ↑  Scrivener, 2000, p. 23.
12. ↑  Scrivener, 2000, p. 25.
13. ↑  Scrivener, 2000, p. 27.
14. ↑  Scrivener, 2000, p. 30.
15. ↑  Scrivener, 2000, p. 35.
16. ↑  Scrivener, 2000, pp. 37–38.
17. ↑  Edwards, Peter. . 多倫多星報. 1987年1月3日: A13.
18. ↑  Scrivener, 2000, p. 45.
19. ↑  Scrivener, 2000, p. 47.
20. ↑  Scrivener, 2000, p. 58.
21. 1 2  . 蒙特婁公報. 1980年6月23日: 1  [2010年2月26日].
22. ↑  Scrivener, 2000, p. 57.
23. ↑  Coupland, 2005, p. 29.
24. 1 2 3  MacQueen, Ken. . 麥克林雜誌 (加拿大歷史基金會). 2005年4月4日  [2015年9月6日].
25. 1 2  . CBC. 2006年6月27日  [2010年2月25日]. （原始内容存档于2020年9月25日）.
26. 1 2  Cosentino, Frank. . 通用商店出版公司. 1990: 63–64. ISBN 978-0-919431-29-4.
27. ↑  Scrivener, 2000, pp. 69–70.
28. 1 2  Scrivener, 2000, p. 63.
29. 1 2 3  Murphy, 2005, p. 33.
30. 1 2  Scrivener, 2000, p. 232.
31. 1 2  Scrivener, 2000, p. 97.
32. ↑  Sandra Martin, 訃聞 的存檔，存档日期2012年10月25日，.：貝蒂·福克斯守護「希望馬拉松」的純粹與泰瑞·福克斯的遺產，環球郵報，2011年6月17日
33. ↑  Martin, 訃聞：貝蒂·福克斯守護「希望馬拉松」的純粹..., 環球郵報, 2011年6月17日
34. 1 2  Murphy, 2005, p. 34.
35. ↑  . 渥太華公民報. 1980年7月2日: 2  [2025年3月29日].
36. ↑  Scrivener, 2000, p. 118.
37. ↑  . CTV新聞. 2011年6月28日  [2014年7月14日]. （原始内容存档于2024年11月26日）.
38. ↑  Scrivener, 2000, p. 123.
39. ↑  Coupland, 2005, p. 91.
40. ↑  Scrivener, 2000, p. 130.
41. 1 2  Scrivener, 2000, p. 144.
42. ↑  Johnson, Arthur. . 環球郵報. 1980年8月15日.
43. ↑  Scrivener, 2000, p. 138.
44. ↑  Coupland, 2005, p. 47.
45. ↑  Scrivener, 2000, p. 147.
46. ↑  Harper, Tim. . 渥太華公民報. 1980年7月30日: 1  [2010年2月28日].
47. ↑  Scrivener, 2000, p. 150.
48. ↑  Scrivener, 2000, pp. 153–154.
49. ↑  Scrivener, 2000, p. 155.
50. ↑  . CBC新聞在線. 2006年6月27日: 1  [2010年6月16日]. （原始内容存档于2020年9月25日）.
51. ↑  Scrivener, 2000, p. 163.
52. ↑  . 蒙特婁公報. 1980年9月8日: 1  [2010年2月28日].
53. ↑  Scrivener, 2000, p. 168.
54. ↑  . 三城先驅報. 1981年4月12日: 44.
55. ↑  . 渥太華公民報. 1980年12月24日: 8  [2010年2月28日]. （原始内容存档于2025年2月21日）.
56. ↑  . 斯波坎每日紀事報. 1980年12月26日: 6  [2010年2月28日].
57. ↑  . 斯波坎每日紀事報. 1980年9月20日.
58. ↑  . 蒙特婁公報. 1980年9月16日: 1  [2010年2月28日].
59. ↑  . 蒙特婁公報. 1980年10月18日: 28  [2010年2月28日].
60. ↑  . 斯波坎評論報. 1981年2月8日: B4  [2010年2月28日]. （原始内容存档于2025年6月7日）.
61. ↑  . 蒙特婁公報. 1980年12月18日: 57  [2010年2月28日].
62. ↑  MacQueen, Ken. . 渥太華公民報. 1980年12月29日: 42  [2010年2月28日]. （原始内容存档于2025年1月23日）.
63. ↑  . 蒙特婁公報. 1981年1月29日: 1  [2010年2月28日].
64. ↑  . 薩拉索塔先驅論壇報. 1981年3月7日: 8A  [2010年2月28日]. （原始内容存档于2025年2月20日）.
65. ↑  Scrivener, 2000, p. 176.
66. ↑  . 渥太華公民報. 1981年2月23日: 8  [2010年2月28日].
67. ↑  . 渥太華公民報. 1981年6月23日: 8  [2010年2月28日].
68. ↑  . 代托納海灘晨報. 1981年6月23日: 8B.
69. ↑  . 渥太華公民報. 1981年6月29日: 1  [2010年2月28日]. （原始内容存档于2024年11月26日）.
70. ↑  . CBC檔案館.   [2015年9月6日]. （原始内容存档于2022年2月14日）.
71. ↑  . 聖彼得堡晚間獨立報. 1981年6月29日: 2C.
72. 1 2  Scrivener, 2000, p. 182.
73. ↑  . New York Times. July 3, 1981  [February 28, 2010]. （原始内容存档于2024-11-26）.
74. ↑  . Ottawa Citizen. June 30, 1981: 8  [February 28, 2010].
75. ↑  . Ottawa Citizen. June 30, 1981: 8  [February 28, 2010].
76. ↑  . macleans.ca. April 8, 1985  [March 16, 2021]. （原始内容存档于February 19, 2022）.
77. ↑  Coupland, Douglas. . Maclean's Magazine. July 5, 2004: 58–63. ISSN 0024-9262.
78. ↑  . Simon Fraser University.   [March 5, 2010]. （原始内容存档于2011-03-10）.
79. ↑  . CBC.   [March 5, 2010]. （原始内容存档于August 1, 2008）.
80. 1 2 3 4  McCaffery, Margaret; Murray, Terry. . Canadian Family Physician. August 1981, 27: 1184–1186. PMC 2306103 . PMID 21289776.
81. ↑  Rak, 2008, p. 62.
82. ↑  Jubas, Kaela; Jubas, K.  (PDF). Canadian Journal of Education. 2006, 29 (2): 563–583  [September 6, 2015]. JSTOR 20054177. doi:10.2307/20054177. （原始内容存档 (PDF)于2022-10-09）.
83. ↑  Rak, 2008, pp. 62–63.
84. ↑  New, William H. . Vancouver: UBC Press. June 1, 1998: 44–45. ISBN 978-0-7748-0659-6.
85. ↑  McMurray, Anne. . St. Louis: Mosby. June 15, 2003: 10. ISBN 978-0-7295-3673-8.
86. ↑  . Kitchener Record. April 12, 2010  [April 24, 2010].[永久]
87. 1 2 3  Wheeler, Garry David; Steadward, Robert Daniel; Watkinson, Elizabeth Jane. . Edmonton, Alberta, Canada: University of Alberta Press. 2003: 36–37. ISBN 978-0-88864-375-9.
88. ↑  Brown, Roy. . Cheltenham, U.K: Nelson Thornes. 1997: 255. ISBN 978-0-7487-3294-4.
89. ↑  Scrivener, 2000, p. 227.
90. 1 2  Nelson, Jack A.; Ross, Susan Dente. . . New York: Praeger. 2003. ISBN 978-0-274-97846-4 请检查|isbn=值 (帮助).
91. ↑  Smith, Linda C.; King, Gillian A.; Brown, Elizabeth Mills. . New York: Praeger. October 2003: 81. ISBN 978-0-275-97943-0.
92. ↑  Shapiro, Joseph P. . Crown Publishing Group. June 22, 2011: 16–17. ISBN 978-0-307-79832-9.
93. ↑  Seale, Clive. . Thousand Oaks, Calif: Sage. 2002: 112. ISBN 978-0-7619-4730-1.
94. ↑  Harrison, Deborah. . Canadian Review of Sociology. 1985, 22 (4): 496–514. doi:10.1111/j.1755-618X.1985.tb00378.x.
95. 1 2 3  Scrivener, 2000, p. 187.
96. 1 2  Scrivener, Terry. . Toronto Star. September 13, 1987: D1.
97. ↑  Scrivener, Leslie. . The Terry Fox Foundation.   [March 1, 2010]. （原始内容存档于April 20, 2010）.
98. ↑  . Montreal Gazette. August 17, 1982: A11  [March 1, 2010].
99. ↑  . Ontario Public School Boards Association. March 1, 2005  [March 1, 2010]. （原始内容存档于June 29, 2010）.
100. ↑  . CBC. September 19, 1999  [March 1, 2010].
101. ↑  . CBC. September 17, 2005  [September 6, 2015]. （原始内容存档于2025-06-07）.
102. ↑  El Shammaa, Dina. . Gulf News. February 17, 2010  [March 7, 2010]. （原始内容存档于2012-10-10）.
103. ↑  . The Terry Fox Foundation.   [January 29, 2018].
104. ↑  Scrivener, Leslie. . Toronto Star. April 11, 2010  [April 20, 2010]. （原始内容存档于April 15, 2010）.
105. 1 2  Wilkes, Jim. . Toronto Star. January 5, 1987: A2.
106. ↑  . Montreal Gazette. November 6, 1981: 3  [March 3, 2010].
107. ↑   (PDF). Terry Fox Secondary School.   [March 3, 2010]. （原始内容 (PDF)存档于March 8, 2010）.
108. 1 2  . The Terry Fox Foundation.   [March 5, 2010]. （原始内容存档于July 11, 2010）.
109. ↑  . CBC News. September 16, 2011  [September 16, 2011]. （原始内容存档于2024-12-07）.
110. ↑  . Ottawa Citizen. July 7, 1981: 16  [March 5, 2010]. （原始内容存档于2025-06-07）.
111. ↑  Howell, Elizabeth. . Ottawa Business Journal. May 11, 2012  [July 24, 2012]. （原始内容存档于September 20, 2012）.
112. ↑  . Fisheries and Oceans Canada.   [September 6, 2015]. （原始内容存档于2018-02-10）.
113. ↑  . Montreal Gazette. December 18, 1981: 13.
114. ↑  Krebs, Albin; Thomas, Robert. . New York Times. June 27, 1981  [March 2, 2010]. （原始内容存档于2024-11-26）.
115. ↑  . Montreal Gazette. November 13, 1981: 48  [March 2, 2010].
116. ↑  . Encounters With Canada. 5 December 2018  [September 11, 2021]. （原始内容存档于September 11, 2021）.
117. ↑  . .   [September 11, 2021]. （原始内容存档于2025-01-23）.
118. ↑  . Canadian Medical Hall of Fame.   [September 6, 2015]. （原始内容存档于September 16, 2015）.
119. ↑  . Canadian Paraplegic Association.   [April 24, 2010]. （原始内容存档于July 25, 2011）.
120. ↑  . mint.ca.   [2020-03-22]. （原始内容存档于June 16, 2020）.
121. ↑  . The Ottawa Citizen. March 15, 2005: 6. （原始内容存档于2021-03-08）.
122. ↑  . CBC. March 14, 2005  [September 6, 2015]. （原始内容存档于2025-04-26）.
123. ↑  Fox, Terry National Historic Person. Directory of Federal Heritage Designations.  Parks Canada.  Retrieved July 24, 2012.
124. ↑  Bartel, Kate. . Tri-City News. February 16, 2010  [March 5, 2010]. （原始内容存档于April 30, 2010）.
125. ↑  . CBC. December 11, 2009  [September 6, 2015]. （原始内容存档于2025-01-19）.
126. ↑  . CBC. August 3, 2015  [January 27, 2016]. （原始内容存档于2025-06-07）.
127. ↑  . Google. 13 September 2020.
128. 1 2  . Montreal Gazette. May 24, 1983: D10  [March 6, 2010].
129. ↑  . Ottawa Citizen. September 20, 1982: 37  [March 6, 2010].
130. 1 2  McKay, John. . Maclean's Magazine. September 9, 2005  [March 6, 2010]. （原始内容存档于October 19, 2009）.
131. ↑  Lawson, Michael. . Ottawa Citizen. March 22, 1984: 93  [March 6, 2010]. （原始内容存档于2024-11-29）.
132. ↑  . Vancouver Sun. July 12, 2008  [March 6, 2010]. （原始内容存档于November 9, 2012）.
133. ↑  . ESPN.   [September 6, 2015].
134. ↑  . Montreal Gazette. September 27, 1974: 4  [March 3, 2010]. （原始内容存档于2025-01-23）.
135. ↑  . Montreal Gazette. March 17, 1984: C4  [March 3, 2010].
136. ↑  . Montreal Gazette. November 30, 1984: B1  [March 3, 2010].
137. ↑  . Montreal Gazette. May 29, 1985: B1  [March 3, 2010].
138. ↑  Kidd, Kenneth. . Toronto Star. January 31, 2010  [March 3, 2010]. （原始内容存档于February 4, 2010）.
139. ↑  . Historica-Dominion Institute of Canada.   [March 3, 2010]. （原始内容存档于December 29, 2010）.
140. ↑  Stallings, Dianne. . St. Petersburg Times. June 19, 1985: 1.
141. ↑  . Toronto Star. May 22, 1987: A18.
142. ↑  Kassam, Ashifa. . Toronto Star. June 9, 2007  [March 3, 2010]. （原始内容存档于2023-06-03）.
143. ↑  . CBC Vancouver. 11 May 2023  [4 September 2024] –YouTube.
144. ↑  Zimonjic, Peter. . CBC News. 16 December 2024  [17 December 2024]. （原始内容存档于2025-06-07）.

### 書目
- Scrivener, Leslie. . Toronto: McClelland & Stewart. September 1, 2000. ISBN 978-0-7710-8019-7.
- Coupland, Douglas. . Vancouver: Douglas & McIntyre. 2005. ISBN 978-1-55365-113-0.
- Murphy, Angela. . Canada: Folklore Publishing. June 30, 2005. ISBN 978-1-894864-46-6.
- Druick, Zoë; Rak, Julie; Kotsopoulos, Aspa. . . Canada: Wilfrid Laurier University Press. August 1, 2008. ISBN 978-1-55458-010-1.

## 外部連結
- 泰瑞·福克斯基金會 （页面存档备份，存于）
- CBC數位檔案－泰瑞·福克斯25周年：重走希望馬拉松 （页面存档备份，存于）
- 不列顛哥倫比亞體育名人堂 （页面存档备份，存于）
- 加拿大百科全書：泰瑞·福克斯的勇氣